# ファイアズ (炎)
『ファイアズ (炎)』（原題：Fires: Essays, Poems, Stories）は、アメリカの小説家レイモンド・カーヴァーの作品集。エッセイと詩と小説が収録されている。1983年4月14日、キャプラ・プレスから刊行された。
本書のタイトルは、カーヴァーの師であった小説家のジョン・ガードナーの言葉に由来する。カーヴァーは1958年秋にチコ州立大学でガードナーの小説創作初歩コースをとる。ガードナーがクラスの最初の日に生徒に向かって言った言葉を、カーヴァーは次のように回想する。
「真の作家を作るに足るものを君たちのうちの誰ひとりとして持っていないと思う、と彼は我々に告げた。自分の見るかぎりにおいて、君たちの誰も、それに必要な『炎』というものを持っていないのだ、と。でもとにかく私はできるかぎりのことをやってみよう、それが何か大きな収穫をあげるだろうというような見込みはまずないにせよ、と彼は言った」

## 内容
エッセイ
|   | タイトル                                                              | 初出                                              |
| - | --------------------------------------------------------------------- | ------------------------------------------------- |
| 1 | 父の肖像 My Father's Life                                             | Esquire, September 1984                           |
| 2 | 書くことについて On Writing                                           | The New York Times Book Review, February 15, 1981 |
| 3 | ファイアズ (炎) Fires                                                 | Antaeus, No.47 (Autumn 1982)                      |
| 4 | ジョン・ガードナー、教師としての作家 John Gardner: Writer and Teacher | The Georgia Review, 37, No.2 (Summer 1983)        |

詩
全50編（3冊の詩集『Near Klamath』『Winter Insomnia』『At Night the Salmon Move』に掲載されたものも再録された）
小説
|   | タイトル                                            | 初出                                              |
| - | --------------------------------------------------- | ------------------------------------------------- |
| 1 | 隔たり Distance                                     | Chariton Review, 1, No.2 (Fall 1975)              |
| 2 | 嘘 The Lie                                          | Sou'wester Literary Quarterly, Winter 1971        |
| 3 | キャビン The Cabin                                  | Western Humanities Review, 17, NO.1 (Winter 1963) |
| 4 | ハリーの死 Harry's Death                            | Eureka Review, No.1 (Winter 1975-76)              |
| 5 | 雉子 The Pheasant                                   | Occident, 7, No.1 (1973)                          |
| 6 | みんなは何処に行ったのか? Where Is Everyone?        | TriQuarterly, No.48 (Spring 1980)                 |
| 7 | 足もとに流れる深い川 So Much Water So Close to Home | Spectrum, 17, No.1 (Fall 1975)                    |

1. 「隔たり」は、『愛について語るときに我々の語ること』（クノップフ社、1981年4月）には「何もかもが彼にくっついていた」（Everything Stuck to Him）というタイトルで収録されていた。本書のバージョンはゴードン・リッシュによって削除を受ける前のもの。
2. 「みんなは何処に行ったのか?」は、『愛について語るときに我々の語ること』には「ミスター・コーヒーとミスター修理屋」（Mr. Coffee and Mr. Fixit）というタイトルで収録されていた。本書のバージョンはリッシュによって削除を受ける前のもの。
3. 「足もとに流れる深い川」は、リッシュによって「70パーセント」削除を受けたものが『愛について語るときに我々の語ること』に収録された。本書のバージョンは削除を受ける前のもの。

## 日本語版
『THE COMPLETE WORKS OF RAYMOND CARVER 4　ファイアズ (炎)』
中央公論社 / 1992年9月20日 / ISBN 978-4-12-402934-5
翻訳は村上春樹。ゲイリー・フィスケットジョンの「君が元気でやっていてくれると嬉しい」が収録されている。また付録には小川洋子と川本三郎がエッセイを寄せている。
『村上春樹翻訳ライブラリー　ファイアズ (炎)』
中央公論新社 / 2007年5月10日 / ISBN 978-4-12-403503-2
この翻訳ライブラリー版で村上は訳文を改めている。